# Stórihnúkur (berg i Island, Norðurland eystra, lat 65,53, long -16,77)
Stórihnúkur är ett berg i republiken Island. Det ligger i regionen Norðurland eystra, 280 km nordost om huvudstaden Reykjavík. Toppen på Stórihnúkur är 781 meter över havet, eller 172 meter över den omgivande terrängen. Bredden vid basen är 1,3 km.
Trakten runt Stórihnúkur är nära nog obefolkad, med mindre än två invånare per kvadratkilometer. Närmaste större samhälle är Reykjahlíð, omkring 14 kilometer nordväst om Stórihnúkur. Trakten runt Stórihnúkur består i huvudsak av gräsmarker.